# 클라라 가예
클라라 가예(Clara Galle, 2002년 4월 15일 ~ )는 스페인의 배우, 모델이다.